# Приставо
Приставо (словен. Pristavo) — поселення в общині Брда, Регіон Горишка, Словенія. Висота над рівнем моря: 146,6 м.